# Ebrechtella
Genre
Ebrechtella est un genre d'araignées aranéomorphes de la famille des Thomisidae.

## Distribution
Les espèces de ce genre se rencontrent en écozones paléarctique et indomalaise et en Nouvelle-Guinée.

## Liste des espèces
Selon World Spider Catalog (version 26, 10/04/2025) :
- Ebrechtella concinna (Thorell, 1877)
- Ebrechtella hongkong (Song, Zhu & Wu, 1997)
- Ebrechtella juwangensis Seo, 2015
- Ebrechtella margaritacea (Simon, 1909)
- Ebrechtella nigripuncta Benjamin & Ranasinghe, 2025
- Ebrechtella ornatissima Benjamin & Ranasinghe, 2025
- Ebrechtella patellamaculata Wunderlich, 2023
- Ebrechtella pseudovatia (Schenkel, 1936)
- Ebrechtella sufflava (O. Pickard-Cambridge, 1885)
- Ebrechtella timida (Thorell, 1887)
- Ebrechtella tricuspidata (Fabricius, 1775)
- Ebrechtella xinjiangensis (Hu & Wu, 1989)
- Ebrechtella xinjie (Song, Zhu & Wu, 1997)

## Systématique et taxinomie
Ce genre a été décrit par Dahl en 1907.

## Publication originale
- Dahl, 1907 : « Synaema marlothi, eine neue Laterigraden-Art und ihre Stellung in System. » Mitteilungen aus dem Zoologischen Museum in Berlin, vol. 3, p. 369-395 (texte intégral).